# Punchao (distrito)
O Distrito peruano de Punchao é um dos onze distritos que formam a Província de Huamalíes, situada no Departamento de Huánuco, pertencente a Região Huánuco, na zona central do Peru.

## Transporte
O distrito de Punchao é servido pela seguinte rodovia:
- HU-103, que liga a cidade de Singa ao distrito de Llata [1][2][3]